# Akiptera waterhousei
Akiptera waterhousei är en skalbaggsart som beskrevs av Francis Polkinghorne Pascoe 1864. Akiptera waterhousei ingår i släktet Akiptera och familjen långhorningar. Inga underarter finns listade i Catalogue of Life.